# J-Melo
A J-Melo heti rendszerességű japán zenés televízióműsor, melyet az NHK sugároz. A teljes egészében angol nyelven rögzített sorozat első epizódja 2005. október 7-én került adásba. A műsor az NHK nemzetközi televízió- és rádióadóján, illetve a belföldi általános- és oktató televízióadóján is elérhető.

## Története és műsora

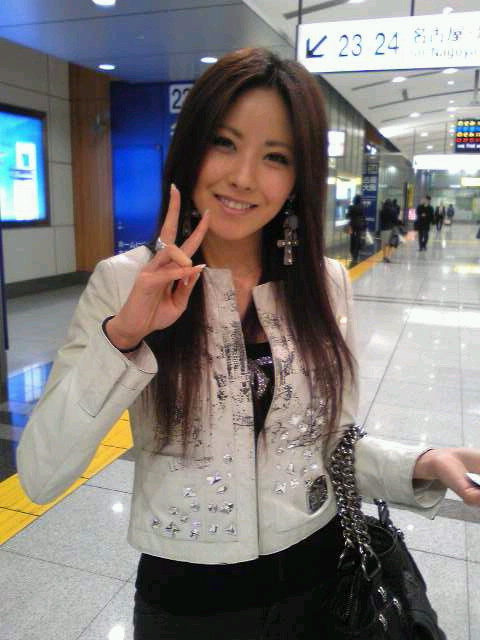
2007 áprilisa és 2008 szeptembere között Melody vezette a műsort

A műsor első epizódja 2005. október 7-én került adásba, műsorvezetője Takemacu Mai japán hárfás volt. A „J-Melo” név az angol nyelvű „Japan” (Japán), „Melody” (dallam) és „Mellow” (lágy) szavakból ered. Az NHK által gyártott J-Melo az első japán zenés műsor, amit teljes egészében angol nyelven rögzítenek. A J-Melo különböző japán zenét és zenészt mutat be a világ többi részének az NHK nemzetközi televízióadóján, az NHK Worldön keresztül. A műsort Japánban is sugározzák, angol nyelven japán felirattal. 2007 márciusában Takemacu Mai kilépett a műsorból, hogy az orvosi pályájára összpontosíthasson, helyére 2007 áprilisában Melody japán énekesnő került. Ő 2008 szeptemberéig vezette a műsort, amikor bejelentették, hogy a következő epizódok házigazdája May J. lesz. Az új frissített díszletű, weboldalú és főcímű J-Melo 2008 októberében mutatkozott be May J. és Shanti vezetésével. Ez volt az első alkalom a műsor történetében, hogy két állandó műsorvezetője volt. A műsorban a videóklipek mellett interjúkat és rögzített előadásokat is leadnak. A J-Melo epizódjait Dave Spector kommentálja, aki a legtöbb epizódban feltűnik May J. mellett a műsorvezetői székben.

## Szegmensek
A J-Melo egy heti témát követ, e köré épül a műsor legtöbb videotartalma. Az ilyen témák közé tartozik a „nyári kedvencek”, az „okinavai zenészek” vagy a „nyári rockfesztiválok” is. A műsor minden második hónapban egy kérés különkiadást tűz műsorára, melyben a nézők a J-Melo weboldalán keresztül kéréseket tehetnek fel. 2007-ben bemutatták a „japán tánczenei kalandok” szegmens havi rendszerességű különadást, melyben a műsorvezető körbeutazza Japánt a hagyományos és modern tánczene keresésében.

## Különadások
2005 óta a műsor minden évben megtartja az évi különadását, bemutatva az év 10 legsikeresebb kislemezét. 2007-ben azonban a J-Melo többek között már egy nyári, több „koncert a világnak”, egy okinavai és egy tokusimai különadást is a műsorára tűzött. Esetenként negyedévente egy a vendégek fénypontjait összegző epizódot is leadnak.

### E-mail különadás
2007 decemberében elkezdték sugározni a műsor e-mail különadását, melyben bemutatják, hogy mely országokból kapták a legtöbb e-mailt, illetve, hogy mely előadókat kérték az adott évben a legtöbbet.

#### 2007
| Hely | Ország                        |
| ---- | ----------------------------- |
| 1    | Fülöp-szigetek                |
| 2    | Peru                          |
| 3    | Amerikai Egyesült Államok     |
| 4    | Kanada                        |
| 5    | Brazília · Mexikó · Indonézia |
| 6    | Nepál                         |
| 7    | Japán                         |
| 8    | Malajzia                      |
| 9    | Vietnám                       |
| 10   | Portugália                    |

| Hely | Előadó         |
| ---- | -------------- |
| 1    | L’Arc-en-Ciel  |
| 2    | Melody         |
| 3    | KAT-TUN        |
| 4    | Utada Hikaru   |
| 5    | NEWS           |
| 6    | Morning Musume |
| 7    | Dir en grey    |
| 8    | Yui            |
| 9    | Ócuka Ai       |
| 10   | Amuro Namie    |

| Hely | Előadó         |
| ---- | -------------- |
| 1    | L’Arc-en-Ciel  |
| 2    | Melody         |
| 3    | KAT-TUN        |
| 4    | Utada Hikaru   |
| 5    | NEWS           |
| 6    | Morning Musume |
| 7    | Dir en grey    |
| 8    | Yui            |
| 9    | Ócuka Ai       |
| 10   | Amuro Namie    |

#### 2008
| Hely | Ország                       |
| ---- | ---------------------------- |
| 1    | Fülöp-szigetek               |
| 2    | Amerikai Egyesült Államok    |
| 3    | Peru                         |
| 4    | Japán                        |
| 5    | Indonézia                    |
| 6    | Brazília                     |
| 7    | Kanada                       |
| 8    | Vietnám () · Nepál ()        |
| 9    | Thaiföld (új)                |
| 10   | Egyesült Arab Emírségek (új) |

| Hely | Előadó         |
| ---- | -------------- |
| 1    | L’Arc-en-Ciel  |
| 2    | Arasi          |
| 3    | Hey! Say! JUMP |
| 4    | Melody         |
| 5    | KAT-TUN        |
| 6    | NEWS           |
| 7    | Tóhosinki      |
| 8    | Utada Hikaru   |
| 9    | Alice Nine     |
| 10   | Yui            |

| Hely | Előadó         |
| ---- | -------------- |
| 1    | L’Arc-en-Ciel  |
| 2    | Arasi          |
| 3    | Hey! Say! JUMP |
| 4    | Melody         |
| 5    | KAT-TUN        |
| 6    | NEWS           |
| 7    | Tóhosinki      |
| 8    | Utada Hikaru   |
| 9    | Alice Nine     |
| 10   | Yui            |

#### 2009
| Hely | Ország                                  |
| ---- | --------------------------------------- |
| 1    | Fülöp-szigetek                          |
| 2    | Egyesült Királyság (új)                 |
| 3    | Amerikai Egyesült Államok               |
| 4    | Indonézia                               |
| 5    | Peru                                    |
| 6    | Brazília                                |
| 7    | Szaúd-Arábia (új)                       |
| 8    | Egyesült Arab Emírségek () · Vietnám () |
| 9    | Nepál                                   |
| 10   | Ausztrália (új) · Írország (új)         |

| Hely | Előadó          |
| ---- | --------------- |
| 1    | L’Arc-en-Ciel   |
| 2    | Tóhosinki       |
| 3    | Arasi           |
| 4    | NEWS            |
| 5    | Hey! Say! JUMP  |
| 6    | KAT-TUN         |
| 7    | May J.          |
| 8    | The Gazette     |
| 9    | Gackt           |
| 10   | Hamaszaki Ajumi |

| Hely | Előadó          |
| ---- | --------------- |
| 1    | L’Arc-en-Ciel   |
| 2    | Tóhosinki       |
| 3    | Arasi           |
| 4    | NEWS            |
| 5    | Hey! Say! JUMP  |
| 6    | KAT-TUN         |
| 7    | May J.          |
| 8    | The Gazette     |
| 9    | Gackt           |
| 10   | Hamaszaki Ajumi |

#### 2010
| Hely | Ország                    |
| ---- | ------------------------- |
| 1    | Egyesült Királyság        |
| 2    | Fülöp-szigetek            |
| 3    | Indonézia                 |
| 4    | Amerikai Egyesült Államok |
| 5    | Németország (új)          |
| 6    | Chile (új)                |
| 7    | Brazília                  |
| 8    | Peru                      |
| 9    | Szaúd-Arábia              |
| 10   | Mexikó                    |

| Hely | Előadó         |
| ---- | -------------- |
| 1    | The Gazette    |
| 2    | Hey! Say! JUMP |
| 3    | L’Arc-en-Ciel  |
| 4    | Arasi          |
| 5    | May J.         |
| 6    | KAT-TUN        |
| 7    | NEWS           |
| 8    | Yui            |
| 9    | Scandal        |
| 10   | Gackt          |

| Hely | Előadó         |
| ---- | -------------- |
| 1    | The Gazette    |
| 2    | Hey! Say! JUMP |
| 3    | L’Arc-en-Ciel  |
| 4    | Arasi          |
| 5    | May J.         |
| 6    | KAT-TUN        |
| 7    | NEWS           |
| 8    | Yui            |
| 9    | Scandal        |
| 10   | Gackt          |

#### 2011
| Hely | Ország                    |
| ---- | ------------------------- |
| 1    | Indonézia                 |
| 2    | Amerikai Egyesült Államok |
| 3    | Egyesült Királyság        |
| 4    | Fülöp-szigetek            |
| 5    | Peru                      |
| 6    | Franciaország (új)        |
| 7    | Mexikó                    |
| 8    | Chile                     |
| 9    | Szaúd-Arábia              |
| 10   | Brazília                  |

| Hely | Előadó         |
| ---- | -------------- |
| 1    | L’Arc-en-Ciel  |
| 2    | The Gazette    |
| 3    | Morning Musume |
| 4    | Scandal        |
| 5    | Yui            |
| 6    | Hey! Say! JUMP |
| 7    | Alice Nine     |
| 8    | Arasi          |
| 9    | May J.         |
| 10   | AKB48          |

| Hely | Előadó         |
| ---- | -------------- |
| 1    | L’Arc-en-Ciel  |
| 2    | The Gazette    |
| 3    | Morning Musume |
| 4    | Scandal        |
| 5    | Yui            |
| 6    | Hey! Say! JUMP |
| 7    | Alice Nine     |
| 8    | Arasi          |
| 9    | May J.         |
| 10   | AKB48          |

#### 2012
| Hely | Ország                    |
| ---- | ------------------------- |
| 1    | Indonézia                 |
| 2    | Amerikai Egyesült Államok |
| 3    | Fülöp-szigetek            |
| 4    | Egyesült Királyság        |
| 5    | Brazília                  |
| 6    | Peru                      |
| 7    | Szaúd-Arábia              |
| 8    | Mexikó                    |
| 9    | Franciaország             |
| 10   | Németország               |

| Hely | Előadó         |
| ---- | -------------- |
| 1    | The Gazette    |
| 2    | Arasi          |
| 3    | L’Arc-en-Ciel  |
| 4    | Morning Musume |
| 5    | Alice Nine     |
| 6    | AKB48          |
| 7    | KAT-TUN        |
| 8    | Hey! Say! JUMP |
| 9    | Scandal        |
| 10   | Gackt          |

| Hely | Előadó         |
| ---- | -------------- |
| 1    | The Gazette    |
| 2    | Arasi          |
| 3    | L’Arc-en-Ciel  |
| 4    | Morning Musume |
| 5    | Alice Nine     |
| 6    | AKB48          |
| 7    | KAT-TUN        |
| 8    | Hey! Say! JUMP |
| 9    | Scandal        |
| 10   | Gackt          |

#### 2013
| Hely | Ország                    |
| ---- | ------------------------- |
| 1    | Amerikai Egyesült Államok |
| 2    | Fülöp-szigetek            |
| 3    | Indonézia                 |
| 4    | Egyesült Királyság        |
| 5    | Peru                      |
| 6    | Franciaország             |
| 7    | Brazília                  |
| 8    | Mexikó                    |
| 9    | Szingapúr (új)            |
| 10   | Németország               |

| Hely | Előadó             |
| ---- | ------------------ |
| 1    | The Gazette        |
| 2    | Arasi              |
| 3    | Alice Nine         |
| 4    | Morning Musume ’14 |
| 5    | Hey! Say! JUMP     |
| 6    | L’Arc-en-Ciel      |
| 7    | Scandal            |
| 8    | AKB48              |
| 9    | One Ok Rock        |
| 10   | KAT-TUN            |

| Hely | Előadó             |
| ---- | ------------------ |
| 1    | The Gazette        |
| 2    | Arasi              |
| 3    | Alice Nine         |
| 4    | Morning Musume ’14 |
| 5    | Hey! Say! JUMP     |
| 6    | L’Arc-en-Ciel      |
| 7    | Scandal            |
| 8    | AKB48              |
| 9    | One Ok Rock        |
| 10   | KAT-TUN            |

#### 2014
| Hely | Ország                    |
| ---- | ------------------------- |
| 1    | Indonézia                 |
| 2    | Amerikai Egyesült Államok |
| 3    | Fülöp-szigetek            |
| 4    | Egyesült Királyság        |
| 5    | Brazília                  |
| 6    | Mexikó                    |
| 7    | Franciaország             |
| 8    | Malajzia                  |
| 9    | Ausztrália                |
| 10   | Németország               |

| Hely | Előadó             |
| ---- | ------------------ |
| 1    | Scandal            |
| 2    | The Gazette        |
| 3    | Morning Musume ’14 |
| 4    | Alice Nine         |
| 5    | Arasi              |
| 6    | Hey! Say! JUMP     |
| 7    | One Ok Rock        |
| 8    | AKB48              |
| 9    | L’Arc-en-Ciel      |
| 10   | Diaura             |

| Hely | Előadó             |
| ---- | ------------------ |
| 1    | Scandal            |
| 2    | The Gazette        |
| 3    | Morning Musume ’14 |
| 4    | Alice Nine         |
| 5    | Arasi              |
| 6    | Hey! Say! JUMP     |
| 7    | One Ok Rock        |
| 8    | AKB48              |
| 9    | L’Arc-en-Ciel      |
| 10   | Diaura             |

#### 2015
| Hely | Ország                    |
| ---- | ------------------------- |
| 1    | Amerikai Egyesült Államok |
| 2    | Indonézia                 |
| 3    | Egyesült Királyság        |
| 4    | Mexikó                    |
| 5    | Fülöp-szigetek            |
| 6    | Franciaország             |
| 7    | Kína (új)                 |
| 8    | Brazília                  |
| 9    | Szingapúr                 |
| 10   | Németország               |

| Hely | Előadó             |
| ---- | ------------------ |
| 1    | The Gazette        |
| 2    | Scandal            |
| 3    | Morning Musume ’15 |
| 4    | Arasi              |
| 5    | L’Arc-en-Ciel      |
| 6    | One Ok Rock        |
| 7    | KAT-TUN            |
| 8    | Vamps              |
| 9    | AKB48              |
| 10   | Babymetal          |

| Hely | Előadó             |
| ---- | ------------------ |
| 1    | The Gazette        |
| 2    | Scandal            |
| 3    | Morning Musume ’15 |
| 4    | Arasi              |
| 5    | L’Arc-en-Ciel      |
| 6    | One Ok Rock        |
| 7    | KAT-TUN            |
| 8    | Vamps              |
| 9    | AKB48              |
| 10   | Babymetal          |

#### 2016
| Hely | Ország                    |
| ---- | ------------------------- |
| 1    | Amerikai Egyesült Államok |
| 2    | Indonézia                 |
| 3    | Egyesült Királyság        |
| 4    | Fülöp-szigetek            |
| 5    | Mexikó                    |
| 6    | Kína                      |
| 7    | Szingapúr                 |
| 8    | Brazília                  |
| 9    | Chile                     |
| 10   | Franciaország             |

| Hely | Előadó             |
| ---- | ------------------ |
| 1    | The Gazette        |
| 2    | Scandal            |
| 3    | Morning Musume ’16 |
| 4    | Arasi              |
| 5    | L’Arc-en-Ciel      |
| 6    | Babymetal          |
| 7    | AKB48              |
| 8    | One Ok Rock        |
| 9    | Band-Maid          |
| 10   | Silent Siren       |

| Hely | Előadó             |
| ---- | ------------------ |
| 1    | The Gazette        |
| 2    | Scandal            |
| 3    | Morning Musume ’16 |
| 4    | Arasi              |
| 5    | L’Arc-en-Ciel      |
| 6    | Babymetal          |
| 7    | AKB48              |
| 8    | One Ok Rock        |
| 9    | Band-Maid          |
| 10   | Silent Siren       |

### Új dal projekt
A J-Melo számos japán előadóval működött közre új dalok elkészítésében, melyekbe rendszerint a rajongókat is bevonják. Az ilyen számok a műsor nyitó- vagy zárófőcím dalaként is felcsendülnek.
| Előadó                                        | Cím                            | Megjegyzések |
| --------------------------------------------- | ------------------------------ | --- |
| May J.                                        | Colors                         | 2011 áprilisa és szeptembere között a J-Melo nyitófőcím dala                                                                                             |
| Jay’ed                                        | Terminal                       | 2011 áprilisa és júniusa között a J-Melo zárófőcím dala                                                                                                  |
| Makino Juki                                   | Mirai no hitomi vo hiraku toki | 2011 júliusa és szeptembere között a J-Melo zárófőcím dala                                                                                               |
| Taku Takahashi, Maynard Plant, Wise és May J. | The Lifelines                  | 2011 októbere és 2014 márciusa között a J-Melo nyitófőcím dala. A 2011-es tóhokui földrengés és cunami károsultjainak megsegítésére írt jótékonysági dal |
| May’s feat. Agacuma Hiromicu                  | Kojoi cuki no sita de          | 2011 októbere és decembere között a J-Melo zárófőcím dala                                                                                                |
| The Rough-T                                   | The Only Star                  | Takekava Ai négy nézőjével kiegészülve. Producerük Marty Friedman volt, Kuroda Takajosi mangasorozatot is írt az együttesről                             |
| Coba                                          | Arigató to the World           | 2012 januárja és márciusa között a J-Melo zárófőcím dala                                                                                                 |
| Vatanabe Kazumi és Simizu Jaszuki             | ReVive                         | 2012 áprilisa és júniusa között a J-Melo zárófőcím dala                                                                                                  |
| Zeebra                                        | Mr. Miyagi                     | 2012 júliusa és szeptembere között a J-Melo zárófőcím dala                                                                                               |
| Kylee                                         | Anywhere                       | 2012 októbere és decembere között a J-Melo zárófőcím dala                                                                                                |
| Monkey Majik                                  | The Apprentice                 | 2013 januárja és márciusa között a J-Melo zárófőcím dala                                                                                                 |
| Alice Nine                                    | Affection                      | 2013 áprilisa és júniusa között a J-Melo zárófőcím dala                                                                                                  |
| Yun-chi with Irokokoro Project                | Waon                           | 2013 júliusa és szeptembere között a J-Melo zárófőcím dala                                                                                               |
| Morning Musume ’14                            | What Is Love?                  | 2013 októbere és 2014 januárja között a J-Melo zárófőcím dala 2014 áprilisa és 2015 márciusa között a J-Melo nyitófőcím dala                             |
| Gumi                                          | Kansó Architecture             | 2014 februárja és májusa között a J-Melo zárófőcím dala                                                                                                  |
| Scandal                                       | Your Song                      | 2014 júniusa és novembere között a J-Melo zárófőcím dala                                                                                                 |
| Kizuki Minami                                 | Inori uta (totoganasi)         | 2014 decembere és 2015 márciusa között a J-Melo zárófőcím dala                                                                                           |
| Vamps                                         | Zero                           | 2015 áprilisa és szeptembere óta a J-Melo nyitófőcím dala                                                                                                |
| Tofubeats                                     | Window                         | 2015 áprilisa és júliusa között a J-Melo zárófőcím dala                                                                                                  |
| Flow                                          | World Symphony                 | 2015 augusztusa és decembere között a J-Melo zárófőcím dala                                                                                              |
| Morning Musume ’15                            | One and Only                   | 2015 októbere és 2016 márciusa között a J-Melo nyitófőcím dala                                                                                           |
| LiSA                                          | halo-halo                      | 2016 áprilisa és júliusa között a J-Melo zárófőcím dala                                                                                                  |
| Komuro Tecuja × Cunku közr. May J.            | Have Dreams!                   | 2016 áprilisa óta a J-Melo nyitófőcím dala |
| Begin                                         | Uta ni micsitarita szekai      | 2016 augusztusa és decembere között a J-Melo zárófőcím dala                                                                                              |

## Vendégek
A J-Melóban a heti témák mellett havonta legalább egyszer egy vendég is feltűnik. A legtöbb alkalommal ez csak egy videót jelent melyben a vendég megköszöni a tengerentúli rajongók támogatását, azonban alkalmanként a vendégeket a műsor stúdiójában interjút adnak és néha fel is lépnek. Ezen epizódok témája általában az adott vendégzenész munkássága. Az interjúk és az üzenetek angol nyelven feliratozottak.

### Jelentősebb vendégek
A következő lista a jelentősebb vendégeket sorolja fel. A világoskék hátterű mezőben szereplő előadók a műsor stúdiójában jelentek meg, míg a halványsárga mezőben szereplők videóüzenet képében.
| Előadó       | Dátum           |
| ------------ | --------------- |
| Bonnie Pink  | 2006. július    |
| Demon Kogure | 2006. augusztus |
| Melody       | 2006. november  |

| Előadó                    | Dátum                       |
| ------------------------- | --------------------------- |
| Dir en grey               | 2007. március               |
| High and Mighty Color     | 2007. március               |
| Angela Aki                | 2007. április               |
| Sowelu                    | 2007. április               |
| M-Flo                     | 2007. április               |
| Akikava Maszafumi         | 2007. június 2007. december |
| L’Arc-en-Ciel             | 2007. június 2007. december |
| Crystal Kay               | 2007. július                |
| Nora (Orquesta de la Luz) | 2007. augusztus             |
| Morning Musume            | 2007. augusztus             |
| Monkey Majik              | 2007. augusztus             |
| Hino Terumasza            | 2007. augusztus             |
| Vatanabe Kazumi           | 2007. augusztus             |
| Emyli                     | 2007. augusztus             |
| Jyongri                   | 2007. augusztus             |
| Jimbo Akira               | 2007. szeptember            |
| Muradzsi Soicsi           | 2007. szeptember            |
| Atari Kószuke             | 2007. október               |
| Jesse (Rize)              | 2007. szeptember            |
| Ozone Makoto              | 2007. november              |
| Wise                      | 2007. november              |
| May J.                    | 2007. november              |

| Előadó                       | Dátum                       |
| ---------------------------- | --------------------------- |
| Shonen Knife                 | 2008. január                |
| Indigo Blue                  | 2008. január                |
| Polysics                     | 2008. február               |
| Zeebra                       | 2008. február               |
| Roma Tanaka                  | 2008. március               |
| M-Flo                        | 2008. március 2008. április |
| Tokyo Ska Paradise Orchestra | 2008. április               |
| Uehara Hiromi                | 2008. április               |
| Miyavi                       | 2008. május                 |
| Ohagi Jaszudzsi              | 2008. május                 |
| The Gazette                  | 2008. május                 |
| Go!Go!7188                   | 2008. május                 |
| Roma Tanaka                  | 2008. május                 |
| Jyongri                      | 2008. május                 |
| Spontania                    | 2008. május                 |
| Imai Leo                     | 2008. május                 |
| SoulJa                       | 2008. május                 |
| Tiana Xiao                   | 2008. május                 |
| jammin’Zeb                   | 2008. május                 |
| Jamasita Jószuke             | 2008. június                |
| Infinity 16                  | 2008. június                |
| Monkey Majik                 | 2008. június                |
| Leah Dizon                   | 2008. június                |
| Óguro Maki                   | 2008. július                |
| Crystal Kay                  | 2008. július                |
| Perfume                      | 2008. július                |
| Go Hiromi                    | 2008. július                |
| Rankin’ Taxi                 | 2008. augusztus             |
| Ryohei                       | 2008. augusztus             |
| Juju                         | 2008. augusztus             |